# Le Vert, Deux-Sèvres
Le Vert là một xã thuộc tỉnh Deux-Sèvres trong vùng Nouvelle-Aquitaine phía tây nước Pháp. Xã này nằm ở khu vực có độ cao trung bình 50 mét trên mực nước biển.
Sông Boutonne chảy qua xã Le Vert.